# Evangelho dos Hebreus
O Evangelho segundo os Hebreus é um evangelho perdido, preservado apenas em fragmentos dos escritos dos Pais da Igreja. Os estudiosos acreditam que ele foi composto provavelmente no século II, no Egito. Já outro grupo de pesquisadores inclui a datação desse evangelho entre os anos 65-100. Originalmente, foi escrito em grego, embora outros historiadores e teólogos tenham sugerido que o idioma utilizado tenha sido o hebraico ou o aramaico..
Esta obra pode ser a mesma que as chamadas Evangelho dos Ebionitas e Evangelho dos Nazarenos.
Não confundir com a canônica Epístola aos Hebreus. 

## Contexto
Tiago, o Justo, sucedeu seu irmão, Jesus de Nazaré, como o líder da seita judaica que mais tarde se tornaria o cristianismo. O grupo inicial de cristãos estava localizado em Jerusalém, proclamando que Jesus era o Messias prometido e o Filho de Deus.
Os especialistas sugerem que Mateus pertencia a esse grupo. Essa afirmação é baseada no seu Evangelho, que tenta provar que Jesus era o Cristo prometido na literatura judaica. Hoje esse Evangelho está presente no Novo Testamento e é denominado Evangelho de Mateus. Nele, há um conjunto de relatos sobre a vida e os ensinamentos de Jesus Cristo. Mateus foi um coletor de impostos e seguidor de Jesus. 
Um dos pais da Igreja, Pápias, afirmou que Mateus compôs “as declarações (ta logia) em um estilo hebraico, e cada um registrou como foi capaz. 
Orígenes escreveu: "O primeiro a ser escrito foi aquele segundo o coletor de impostos que posteriormente tornou-se apóstolo de Jesus. Mateus o publicou para os crentes oriundos do judaísmo, tendo ele sido composto em caracteres hebraicos”. 
Eusébio também faz referência ao texto, explicando que os Apóstolos "escreveram forçados pela necessidade. Mateus, de fato, pregou primeiro aos hebreus. Como devia também partir para anunciar as palavras a outros, deixou por escrito na língua pátria o evangelho, suprindo a falta de sua presença por meio dos escritos junto daqueles dos quais se apartava”.
Ireneu nos dá uma visão mais ampla da data e das circunstâncias em que o Evangelho de Mateus foi escrito, explicando que “Mateus, introduziu um evangelho escrito entre os judeus ao estilo deles, quando Pedro e Paulo estavam pregando o Evangelho em Roma e fundando a igreja nessa localidade”.
Jerônimo escreveu que Mateus, o cobrador de impostos e, posteriormente, um apóstolo, compôs seu evangelho perto de Jerusalém para os cristãos hebreus. Em seguida, esse evangelho foi traduzido para o grego, mas a cópia grega foi perdida. O original hebraico foi preservado na Biblioteca de Cesareia, que Pânfilo de Cesareia diligentemente reunia. Os Nazarenos transcreveram uma cópia para Jerônimo, que ele usou em seu trabalho. Jerônimo ainda acrescenta que o evangelho de Mateus foi denominado o Evangelho dos Hebreus ou às vezes o Evangelho dos Apóstolos, e foi usado pelas comunidade dos Nazarenos. Este Evangelho dos hebreus é muito diferente do Evangelho de Mateus que se encontra na Bíblia.

## Composição

### Tradição Patrística
Houve uma forte tradição na Igreja primitiva, atestada por Pápias, Ireneu, Orígenes, Eusébio, Epifânio e Jerônimo, que afirmavam que Mateus tinha escrito o Evangelho na língua hebraica. Ireneu, Epifânio e Jerônimo relacionaram o Evangelho dos Hebreus com o evangelho de Mateus em hebraico.
Na época de Jerônimo, muitos comentaristas acreditam que o Evangelho dos hebreus era o original do Evangelho de Mateus. Epifânio escreveu que: "Eles [os cristãos judeus] também aceitaram o evangelho de Mateus e, como os seguidores de Cerinto e Merinto, usavam apenas esse. Chamam-lhe o Evangelho dos Hebreus, pois na verdade, Mateus foi o único que no Novo Pacto expôs e declarou o evangelho em hebraico, utilizando o alfabeto hebraico".
Papias, bispo de Hierápolis na Ásia Menor durante a primeira metade do século II, escreveu que Mateus compôs a logia em língua hebraica, e cada um interpretou-as como podia. Ele também observa que a história da mulher pecadora estava localizada originalmente no Evangelho dos Hebreus. Depois do comentário de Papias, só ouvimos algo acerca do autor do Evangelho com Ireneu em 185, que observou que Mateus havia escrito o Evangelho dos hebreus. Panteno, Orígenes e outros Pais da Igreja também acreditavam que Mateus escreveu o Evangelho dos hebreus. Além disso, ninguém da tradição patrística afirmou que Mateus escreveu o Evangelho grego encontrado atualmente na Bíblia. 
Tradicionalmente, o Cristianismo ortodoxo acredita que o Evangelho de Mateus foi escrito por Mateus, o coletor de impostos. Existem várias controvérsias sobre essa visão dentro da área acadêmica. Para uma boa parte dos estudiosos do Novo Testamento, Mateus usou o Evangelho de Marcos e uma fonte comum, que também é encontrada no Evangelho de Lucas conhecida como Q. Esta solução é conhecida como a hipótese das duas fontes. Assim, é unânime entre os pesquisadores que o Evangelho de Mateus foi composto em grego em um momento posterior ao Evangelho de Marcos, e não em hebraico como Papias sugeriu.
BH Streeter ainda argumentou que uma terceira fonte, conhecido como M, e também hipotética, está por trás do material em Mateus que não tem paralelo nem com Marcos nem com Lucas. Até o final do século XX, havia vários desafios e refinamentos da hipótese de Streeter. Em 1953, Parker colocou uma primeira versão de Mateus (aramaico M) como uma fonte primária. Os Pais da Igreja identificavam essa fonte como o Evangelho dos Hebreus.

### Estudos Modernos
Os estudiosos concordam que há uma ligação entre o Evangelho dos Hebreus e O Evangelho de Mateus. Apesar de, como Hans-Josef Klauck escreve, "o Evangelho dos Hebreus não deve ser equiparado a uma 'Pré-Mateus'", estudos da evidência externa relacionadas a esse Evangelho mostraram que, entre os Nazarenos e os Ebionitas, existia um evangelho comumente chamado de Evangelho dos Hebreus. Ele foi escrito em aramaico com caracteres hebraicos. Sua autoria foi atribuída a São Mateus. Com efeito, enquanto o Evangelho dos Hebreus estava sendo distribuído e lido, os Pais da Igreja se referiam a ele sempre com respeito, muitas vezes com reverência. Eles aceitaram esse evangelho como sendo um trabalho de Mateus.
Embora o consenso acadêmico ainda mantenha a primazia de Marcos, ou seja, o Evangelho de Marcos como a primeira fonte, alguns estudiosos modernos acreditam agora que o Evangelho dos Hebreus era a segunda fonte usada no Evangelho de Lucas, ajudando a formar a base para a tradição sinótica. Eles apontam que, na primeira seção do De Viris Illustribus (Jerônimo), encontramos o Evangelho de Marcos: ele foi o primeiro evangelho a ser escrito, servindo de base para os evangelhos mais tarde. Na seqüência, provavelmente foi composto à fonte Q. O documento Q seria uma coleção de ditos de Jesus Cristo (Logia), que circulou na igreja primitiva concomitantemente ao Evangelho de Marcos. Entretanto, esse documento Q deveria estar no topo da lista de Jerônimo, mas não é mencionado em nenhum lugar da sua obra. Pelo contrário, o primeiro documento não é Q, mas o Evangelho dos Hebreus. 
Apesar disso, o consenso acadêmico continua majoritariamente a favor da primazia de Marcos; e este consenso não foi seriamente contestado por especulações em torno das origens do Evangelho Hebraico. A existência do documento Q, e não do Evangelho dos Hebreus para resolver o problema sinótico, é altamente conjectural. No entanto, os argumentos em favor de Q como fonte primária de Mateus e Lucas continuam atraentes.

## Destinatário
Jerônimo identifica os leitores deste evangelho como judeus conservadores e observantes das práticas judaicas, distintos dos outros judeus que eram helenizados ou que não eram tão rígidos na observância dos costumes; e também para quem a Septuaginta Grega foi traduzida do hebraico. Foi amplamente utilizado pelos seguidores de Hegésipo, Merinto e Cerinto, bem como pelos ebionitas e os nazarenos.
De acordo com Jerônimo, São Panteno encontrou este evangelho na Índia, tendo sido levado para lá por Bartolomeu.  Panteno fundou a Escola Catequética de Alexandria e foi responsável por grande parte da Biblioteca de Cesareia. Nessa biblioteca, foi preservada uma cópia do Evangelho dos Hebreus. Os Nazarenos de Bereia deram uma cópia a Jerônimo.

### Idioma
Ireneu acreditava que Mateus tinha publicado o Evangelho dos Hebreus na sua própria língua, enquanto Pedro e Paulo estavam pregando em Roma, estabelecendo assim as bases da Igreja. Hegésipo afirmou que foi escrita em siríaco. Eusébio também acreditava que o Evangelho foi escrito em hebraico como fez Nicéforo. Epifânio escreveu que os ebionitas utilizavam apenas o Evangelho dos Hebreus, onde foi utilizado o alfabeto hebraico.
Jerônimo entrou em mais detalhes, confirmando que o Evangelho dos Hebreus foi escrito em hebraico. Ele explicou que o Evangelho dos Hebreus foi escrito no idioma caldeu e sírio, mas em estilo hebraico. Esse Evangelho havia sido traduzido para o grego, mas essa tradução tinha sido perdida. Assim, ele traduziu para o latim e grego. O original hebraico foi preservado na biblioteca de Cesareia, que Pânfilo recolheu.
Hoje quase todos os estudiosos concordam que o Evangelho dos Hebreus existiu em hebraico, grego e latim. Edwards, Nicholson, Hilgenfeld, Handmann e outros acreditam que ele foi escrito originalmente em hebraico e foi destinado para os leitores de hebraico. Outros, como Ehrman, acreditam que esse Evangelho foi composto provavelmente em grego.

## Gnosticismo
Os Carpocracianos eram um seita gnóstica cujo único texto sagrado era o Evangelho segundo os Hebreus.